# These Systems Are Failing
Albums de Moby
Long Ambients 1: Calm. Sleep.
(2016) More Fast Songs About Apocalypse
(2017)
Singles
1. The Light Is Clear in My Eyes
Sortie : 29 septembre 2015[2]
2. Almost Loved
Sortie : 9 octobre 2015[3]
3. Don't Leave Me
Sortie : 23 août 2016[4]
4. Are You Lost in the World Like Me?
Sortie : 22 septembre 2016[5]

These Systems Are Failing est le treizième album de Moby, sorti le 14 octobre 2016. Il est issu d'un projet avec son groupe The Void Pacific Choir.

## Contenu
Moby renoue avec ses racines punk rock, déjà présentes sur son album Animal Rights, sorti en 1996, sans toutefois délaisser totalement l'électronique, et interprète des textes sombres et engagés traitant entre autres de la souffrance infligée aux animaux, de l'écologie ou encore du Parti républicain. 
Il s'agit du premier album de Moby à ne contenir aucun morceau instrumental.

## Liste des chansons
| 1.    | Hey! Hey!                          | 4:23 |
| 2.    | Break. Doubt                       | 4:12 |
| 3.    | I Wait for You                     | 3:59 |
| 4.    | Don't Leave Me                     | 4:38 |
| 5.    | Erupt & Matter                     | 4:09 |
| 6.    | Are You Lost in the World Like Me? | 4:26 |
| 7.    | A Simple Love                      | 4:39 |
| 8.    | The Light is Clear in My Eyes      | 3:27 |
| 9.    | And If Hurts                       | 1:53 |
| 35:46 |                                    |      |

| Edition limitée | Edition limitée | Edition limitée | Edition limitée | Edition limitée | Edition limitée | Edition limitée | Edition limitée | Edition limitée | Edition limitée |
| No              | Titre           | Durée           |                 |                 |                 |                 |                 |                 |                 |
| --------------- | --------------- | --------------- | --------------- | --------------- | --------------- | --------------- | --------------- | --------------- | --------------- |
| 10.             | Almost Loved    | 5:05            |                 |                 |                 |                 |                 |                 |                 |
| 11.             | The Nighttime   | 4:10            |                 |                 |                 |                 |                 |                 |                 |
| 12.             | Dark Star       | 3:47            |                 |                 |                 |                 |                 |                 |                 |
| 48:48           |                 |                 |                 |                 |                 |                 |                 |                 |                 |

## Personnel
L'équipe était constitué de  :
- Moby : chant, chœurs, instruments, production, ingénieur du son, photographe
- The Void Pacific Choir : chant, chœurs
- Mark Needham et Ben O'Neill : mixage
- Clay Bair : ingénieur du son (chant pour The Void Pacific Choir)
- Emily Lazar : masterisation
- Melissa Danis : photographe assistant